# Neocudoniella jezoensis
Neocudoniella jezoensis är en svampart som först beskrevs av Sanshi Imai, och fick sitt nu gällande namn av Sanshi Imai 1941. Neocudoniella jezoensis ingår i släktet Neocudoniella och familjen Helotiaceae.   Inga underarter finns listade i Catalogue of Life.